# Monacato cristiano oriental

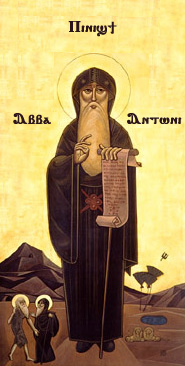
San Antonio Abad, considerado el padre del monacato cristiano

El monacato cristiano oriental se refiere a la vida seguida por monjes y monjas en la Iglesia Ortodoxa, en la ortodoxia oriental, la Iglesia de Oriente y en el catolicismo oriental. El monacato oriental se basa en la Regla de san Basilio, por lo que a veces recibe el nombre de basiliano.

## Historia
El monacato cristiano tuvo su inicio en el Mediterráneo oriental en Siria, Palestina y Egipto, lugares donde los Padres del Desierto fueron los iniciadores de tradiciones que habrían de influir tanto en las tradiciones hesicastas de la ortodoxia oriental como en las tradiciones monacales occidentales iniciadas por Juan Casiano y codificadas en la Regla de San Benito.

### La Iglesia Primitiva
La naturaleza mística y ultramundana del mensaje cristiano sentó prontamente las bases para la vida ascética. El ejemplo de los profetas del Antiguo Testamento, de Juan el Bautista y del mismo Jesús, yendo al desierto a orar y ayunar, brindó un ejemplo que fue prontamente seguido por los devotos. En la literatura cristiana primitiva es posible hallar evidencia de personas que abrazaron vidas de celibato y mortificación por el Reino de los Cielos. Con todo, estas personas aún no eran monjes, en tanto no habían renunciado al mundo, sino que vivían en pueblos o cerca de las afueras de la civilización.[cita requerida] Asimismo, es posible hallar referencias sobre comunidades de vírgenes que llevaban una vida común comprometida con el celibato y la virtud. Los relatos de algunas de estas vírgenes se conservan en los martirologios de la época.

### Los fundadores
El comienzo del monacato per se puede localizarse justo al final de la Gran Persecución de Diocleciano, y el fundador es San Antonio Abad (251-356). En su juventud, Antonio escuchó leer en la iglesia las palabras del Evangelio: Si quieres ser perfecto, anda, vende lo que tienes y dáselo a los pobres, y tendrás un tesoro en los cielos; luego ven, y sígueme (Mateo 19:21). San Antonio estuvo entre los Padres del Desierto, hombres que dejaron el mundo para ir a buscar a Dios en el silencio y la reclusión del desierto egipcio. A su alrededor se juntaron muchos discípulos, a quienes guio en la vida espiritual. Estos primeros monjes eran ermitaños, hombres solitarios que luchaban en soledad contra la tentación en el desierto.
A medida que pasó el tiempo, los monjes empezaron a congregarse en comunidades más estrechas. San Pacomio (ca. 292 - 348) es considerado como el fundador del monacato cenobítico, en el que todos los miembros viven la vida común juntos en un solo lugar y bajo la dirección de un solo abad. El primer monasterio de este tipo se encontraba en Tabennisi, Egipto.
San Teodoro de Tabennisi, el principal discípulo de San Pacomio, lo sucedió como jefe de la comunidad monástica de Tabennisi. Teodoro pasaría a fundar un tercer tipo de institución monástica, el skete, como un «camino intermedio» entre anacoretas y cenobitas. Un skete está compuesto de viviendas monásticas individuales alrededor de una iglesia común. Cada monje vive solo, o con uno o dos más, reuniéndose únicamente los domingos y días festivos. El resto del tiempo lo pasan trabajando y orando en soledad.
Sobre este triple fundamento fue construido todo el monacato cristiano posterior.

## Monacato copto
Como lugar de origen del monacato, Egipto ha continuado la tradición monástica de manera ininterrumpida hasta el día de hoy. Tras el Concilio de Calcedonia, el Patriarcado de Alejandría decidió romper la comunión con aquellas iglesias que aceptaron el concilio y se convirtió en lo que actualmente se conoce como la Iglesia copta ortodoxa. Como ocurrió con los bizantinos, el monacato ha seguido jugando un papel crucial en la vida de la iglesia, y los obispos siempre se escogen de entre los monjes. Tras la invasión islámica de Egipto en el año 639 d. C., los cristianos egipcios se vieron despojados de sus propias tierras. No obstante, a pesar de las persecuciones y la intensa presión para convertirse al islam, el monacato copto ha sobrevivido y algunas de las comunidades monásticas más antiguas de la historia del cristianismo continúan siendo habitadas hasta la actualidad. También se han establecido varios monasterios coptos en el Nuevo Mundo.
Etiopía fue una de las primeras naciones en aceptar el cristianismo, convirtiéndose oficialmente en 341. El rey Abreha se convirtió en el primer soberano en todo el mundo en grabar la Señal de la Cruz en sus monedas. A partir del año 341 d. C., la iglesia de Etiopía estuvo bajo la autoridad del Patriarca de Alejandría, obteniendo su independencia apenas en 1959. La iglesia es conocida oficialmente como la Iglesia ortodoxa tewahedo de Etiopía. En el año 480 d. C., los llamados Nueve Santos vinieron del mundo mediterráneo para establecer el monacato etíope, que ha seguido floreciendo a pesar de guerras y persecuciones. Monasterios antiguos e inasequibles siguen ocupados hasta el día de hoy en todas las regiones cristianas del país. La Iglesia ortodoxa etíope mantiene también monasterios en Tierra Santa, de manera más notable Deir Es-Sultan, en el techo de la Iglesia del Santo Sepulcro en Jerusalén.

## Monacato sirio

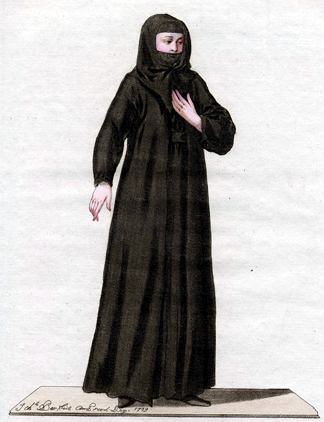
Monja nestoriana

En general, los monacatos de Armenia, Caldea y de los países sirios no fueron influenciados por la autoridad imperial ni eclesiástica de Bizancio, y continuaron la práctica de aquellas observancias que eran conocidos entre ellos desde la época de San Antonio abad.
El monacato fue muy popular en el cristianismo primitivo de Siria y Mesopotamia, y todos los monjes y monjas eran originalmente ermitaños. Una comunidad monástica temprana, los miembros de la alianza, estuvo activa a partir del siglo III en Edesa y sus alrededores. Alrededor del año 350 Mar Awgin fundó el primer monasterio cenobítico de Mesopotamia en el monte Izla, sobre la ciudad de Nísibis y a partir de entonces las comunidades monásticas comenzaron a crecer.
Bajo la presión de sus gobernantes zoroastrianos, el Sínodo de Beth Lapat en el año 484 declaró que las enseñanzas de Nestorio habrían de ser la doctrina oficial de la Iglesia asiria del Oriente y decretó que todos los monjes y monjas debían casarse. Este mandato debilitó seriamente a la iglesia y la vida espiritual decayó. Algunos opositores a esta decisión abandonaron la iglesia por completo y se unieron a la recién establecida iglesia monofisita.
La decisión del sínodo fue revertida en el año 553, y en 571 Abraham de Kaskar fundó un nuevo monasterio en el Monte Izla con reglas estrictas. El tercer abad de este monasterio fue su discípulo Babai el Grande (551 - 628). Babai finalmente expulsó a los monjes casados del monte Izla y, como «visitante de los monasterios del norte», se aseguró de que el ideal monástico fuera tomado en serio en todo el norte de Mesopotamia.

## Monacato armenio

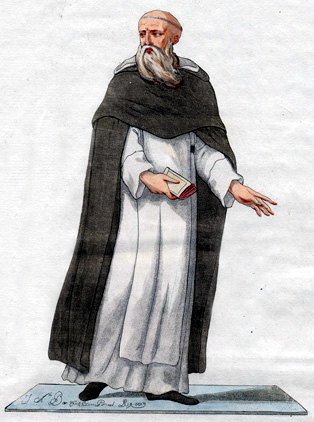
Ilustración de 1779 de un monje armenio católico de la Orden de San Gregorio el Iluminador, vistiendo el hábito de la Orden Dominicana.

En el año 301 d. C., Armenia se convirtió en la primera nación soberana en aceptar oficialmente el cristianismo como religión estatal. La Iglesia apostólica armenia se convirtió eventualmente en una gran defensora del nacionalismo armenio.
En 451 d. C., la iglesia armenia rechazó el Concilio de Calcedonia, y actualmente es parte de la comunión ortodoxa oriental. El primer catolicós de la iglesia armenia fue san Gregorio el Iluminador. San Gregorio se retiró prontamente al desierto a vivir como ermitaño, y su hijo menor, Aristakes, fue ordenado obispo y nombrado cabeza de la Iglesia armenia.
En el siglo V, el Shah sasánida Yazdegerd II intentó imponer la religión zoroastriana a sus súbditos armenios cristianos. En consecuencia, estalló una rebelión liderada por Vardan Mamiconio. Eventualmente, el Tratado de Nvarsak (484), garantizó la libertad de culto a los armenios.
En el 591, el gran guerrero y emperador bizantino Mauricio derrotó a los persas y recuperó gran parte del territorio restante de Armenia para el imperio. Esta conquista fue finalizada por el emperador Heraclio en el 629.
En 645, los ejércitos árabes musulmanes del califato ortodoxo atacaron y conquistaron el país. Armenia, que había estado en ocasiones bajo el control de sus propios gobernantes y otras veces bajo control persa y bizantino,  pasó entonces a manos de los califas árabes.
Tras la caída del reino en 1045, y la subsecuente conquista selyúcida de Armenia en 1064, los armenios establecieron un reino en Cilicia, desde donde establecieron cordiales relaciones con los europeos y lograron prolongar su existencia como una entidad independiente hasta el 1375. La Gran Armenia fue dividida luego entre el imperio otomano y el imperio ruso. Los armenios sufrieron genocidio a manos de los otomanos. Como resultado, 1,5 millones de armenios murieron y el resto de los armenios occidentales se dispersaron por todo el mundo a través de Siria y Líbano. Armenia, que a partir de entonces correspondió a gran parte del este de Armenia, obtuvo de nuevo la independencia en 1918, con el establecimiento de la República Democrática de Armenia, y luego en 1991, con la República de Armenia. A lo largo de las vicisitudes políticas de los armenios, el monacato se mantuvo como un aspecto central de su vida espiritual.
La iglesia armenia tiene tanto clérigos casados (seculares) como monásticos (célibes). Los monjes armenios siguen la misma tradición monástica que los coptos y los bizantinos, pero son mucho más estrictos en cuestiones de ayuno. Su noviciado dura ocho años.
Los hieromonjes, o sacerdotes célibes, declaran votos de celibato la noche del mismo día en que reciben la ordenación y reciben un veghar (en armenio: վեղար), una capucha especial que simboliza su renuncia a las cosas mundanas. Los sacerdotes célibes reciben el título de Monjes (en armenio: աբեղա, romanizado: abega). Cuando completan y defienden con éxito una tesis escrita sobre un tema de su elección, los monjes reciben el rango de archimandritas (en armenio: վարդապետ, romanizado: vardapet), lo que indica que ahora son «doctores» de la Iglesia y se les otorga el derecho de llevar el báculo de archimandrita. Se puede otorgar un rango más alto de archimandrita mayor (Dzayraguyn Vardapet) tras completar y defender una tesis doctoral. El rango solo puede ser otorgado por Obispos que hayan alcanzado el rango de Archimandrita Mayor. Los obispos son elegidos entre los sacerdotes célibes que han alcanzado el rango de archimandrita.
La mayoría de obispos armenios residen en monasterios. Echmiadzin, la residencia del Catolicós de todos los armenios, es el centro espiritual de la Iglesia armenia. También hay un Catolicós de Cilicia, que reside en Antelias en Líbano, y lidera las iglesias pertenecientes a la Santa Sede de Cilicia. Desde 1461 ha habido un Patriarca armenio de Constantinopla. La iglesia armenia administra el enorme monasterio de Santiago, el centro del barrio armenio de Jerusalén, donde reside su Patriarca de Jerusalén, así como el convento de Deir asseituni en el Monte Sión con numerosas monjas.
Actualmente hay tres hermandades monásticas en la iglesia armenia: la Hermandad de la Sede Madre de la Santa Echmiadzin, la Hermandad de Santiago en el Patriarcado armenio de Jerusalén y la Hermandad de la Santa Sede de Cilicia. Los sacerdotes célibes armenios se convierten en miembros de la hermandad en la que han estudiado y en la que se han ordenado o bajo la jurisdicción de la cual han servido. La hermandad toma decisiones relativas a los asuntos internos de cada monasterio. Cada hermandad elige dos delegados que hacen parte de la Asamblea Eclesiástica Nacional.
Los Mequitaristas (en armenio: Մխիթարեան) o Mejitaristas, son una congregación, fundada en 1712 por Mequitar, compuesta por monjes armenios benedictinos en comunión con la iglesia católica. Son mejor conocidos por su serie de publicaciones académicas de antiguas versiones en armenio de textos griegos antiguos que de otro modo estarían perdidos.

## Monacato bizantino

### San Basilio el Grande
San Basilio el Grande (c. 330 - 379) es una de las figuras más influyentes tanto en el monacato bizantino como en el occidental. Antes de formar su propia comunidad monástica, visitó Egipto, Mesopotamia, Palestina y Siria, observando la vida monástica y aprendiendo tanto de los ejemplos positivos como negativos que encontró en su viaje. Posteriormente escribió su Asketikon para los miembros del monasterio que fundó alrededor del año 356 d. C. a orillas del río Iris en Capadocia. La obra de San Basilio incluía dos conjuntos de regulaciones monásticas: el Asketikon Menor y el Asketikon Mayor. Hay un grado de correspondencia entre Basilio y San Gregorio Nacianceno que ofrece una mejor comprensión del tipo de vida monástica que estableció.

### San Teodoro el Estudita

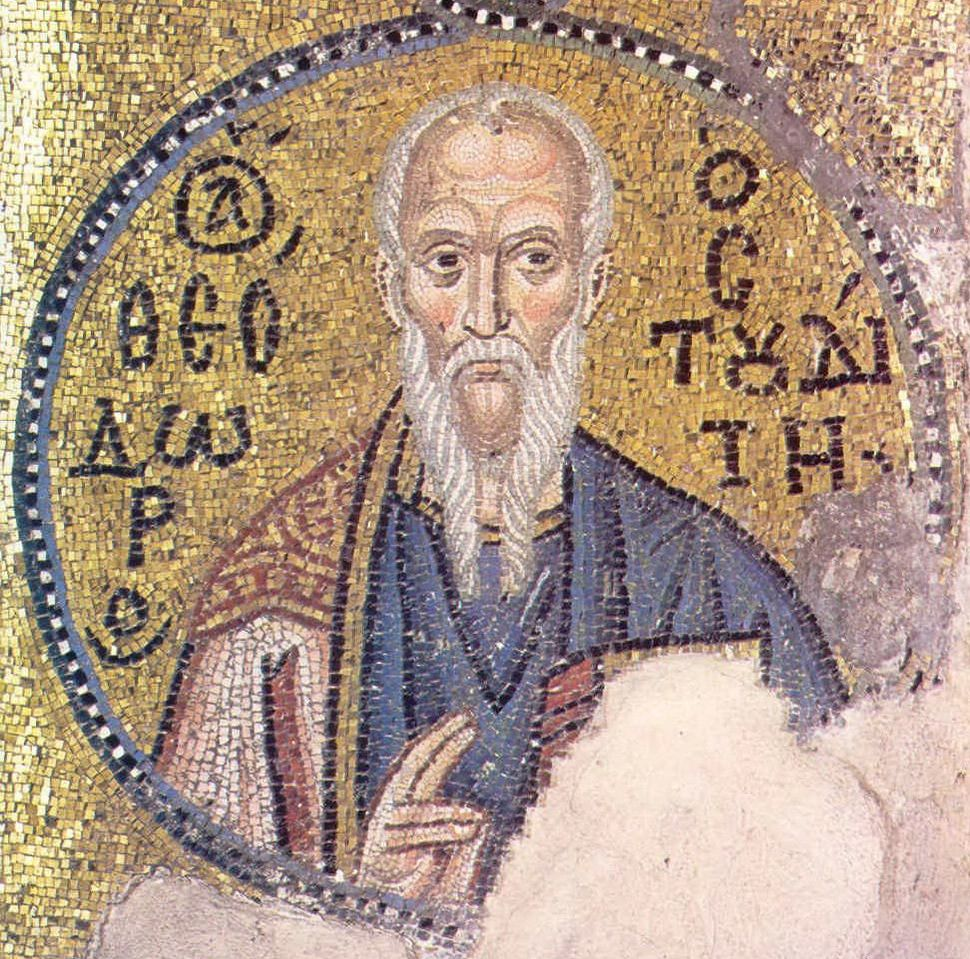
San Teodoro el Estudita: mosaico del siglo XI del monasterio de Nea Moni, Quíos

Por regla general, los monjes gozaban del favor de los emperadores y patriarcas, pero durante la persecución iconoclasta sufrieron terriblemente por la ortodoxia de su fe; la posición que adoptaron respecto a esto despertó la ira de los poderes imperiales y muchos fueron martirizados por la fe. El monacato mismo (y no simplemente monjes individuales) se convirtió en el objetivo de emperadores heréticos. Muchos de ellos fueron exiliados, y algunos aprovecharon esta condena para reorganizar su vida religiosa en Italia. Irónicamente, San Juan Damasceno, que vivía en una nación musulmana, fue independiente de los emperadores iconoclastas y pudo por tanto defender la fe desde lejos.
La segunda mitad del siglo VIII parece haber sido un tiempo de decadencia muy generalizada; alrededor del año 800, San Teodoro el Estudita (c. 758 - c. 826), que habría de ser uno de los pensadores más creativos del monacato oriental, se convirtió en abad del monasterio de San Juan Bautista, llamado «Studion» (fundado en Constantinopla en el siglo V). Teodoro se propuso reformar su monasterio y restaurar el espíritu de San Basilio en su vigor primitivo. Para lograr esto, y para dar permanencia a sus reformas, vio que se necesitaba un código de leyes más práctico que regulara los detalles de la vida cotidiana, como suplemento a las enseñanzas de San Basilio. Así pues, redactó constituciones, después codificadas, que se convirtieron en la norma de vida en el monasterio de Studion, y que gradualmente se extendieron desde allí a los monasterios del resto del Imperio Romano de Oriente. A la vez, el monasterio fue un centro activo de vida intelectual y artística y un modelo que ejerció una influencia considerable en las prácticas monacales en Oriente. Hasta la actualidad, el Asketikon de Basilio y las Constituciones de Teodoro, junto con los cánones de los Concilios, constituyen la principal parte de la tradición monacal griega y eslava.

### Monacato bizantino posterior

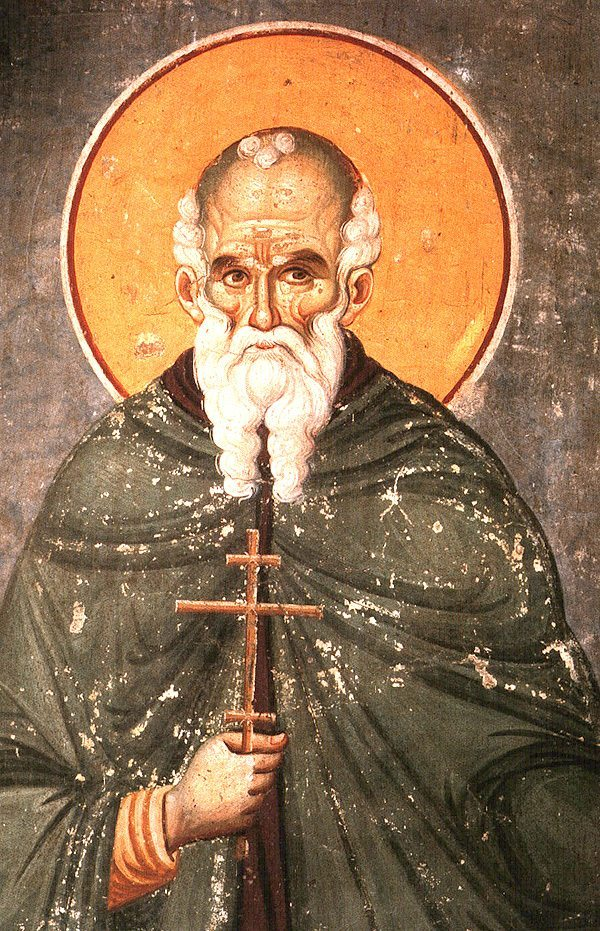
Icono ruso de San Atanasio de Athos

La vida monástica en el Monte Athos inició a fines del siglo X con la ayuda del emperador Basilio el macedonio y el monte se convirtió en el centro monástico más grande y célebre de todos los del Imperio Romano de Oriente. La península es de hecho una república monástica independiente, gobernada por veinte «Monasterios Soberanos», con su propio presidente (protos) y consejo de gobierno electos. El Monte Athos es lugar de innumerables tesoros culturales y espirituales de valor incalculable, y es considerado hasta el día de hoy como la capital del monacato ortodoxo.
El Monasterio de Santa Catalina en el Monte Sinaí en Egipto estuvo habitado por ermitaños desde los primeros días del monacato. Con todo, el monasterio tal y como se erige actualmente fue construido por orden del emperador Justiniano I entre los años 527 y 565, rodeando la Capilla de la Zarza Ardiente que había sido construida por Santa Helena, la madre de San Constantino el Grande, en el supuesto lugar donde Moisés vio la zarza ardiente. El lugar ha estado habitado por monjes desde entonces y es sagrado para las tres principales religiones del mundo: judaísmo, cristianismo e islam. Muchos iconos sagrados escaparon de los estragos de la iconoclasia bizantina gracias a lo remoto del lugar. Probablemente el elemento más conocido proveniente del monasterio es el Codex Sinaiticus, un manuscrito del siglo IV de la Septuaginta que es de enorme valor para la investigación textual de las sagradas escrituras.
Entre los monjes bizantinos notables se encuentran:

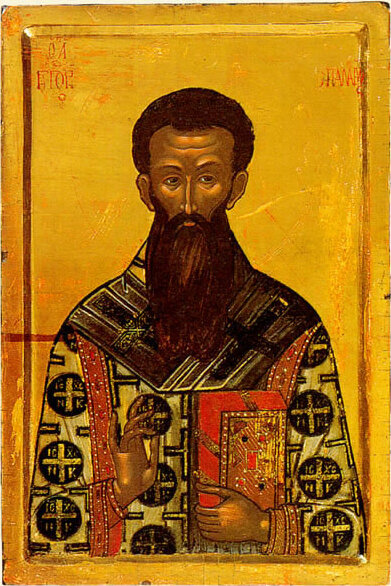
Icono de San Gregorio Palamás

- Leoncio de Bizancio (m. 543), autor de un tratado contra los nestorianos y eutiquianos;
- San Sofronio, patriarca de Jerusalén (m. 638), uno de los adversarios más vigorosos de la herejía monotelista;[6]
- San Máximo el Confesor, abad de Crisópolis (m. 662), el representante más brillante del monacato bizantino en el siglo VII, quien en sus escritos y cartas combatió constantemente a los partidarios de las doctrinas del monotelismo;[7]
- San Juan Damasceno (m. 749), junto con San Teodoro el Estudita, defensor de la veneración de los iconos, cuyas obras incluyen escritos teológicos, ascéticos, hagiográficos, litúrgicos e históricos;[8]
- San Gregorio Palamás (1296-1359), quien defendió la tradición del hesicasmo;
- San Paisio Velichkovsky (1722–1794), responsable de la renovación de la vida monástica en el siglo XVIII, en el Monte Athos, Rumania y Rusia imperial.

Los monasterios bizantinos incluyen una larga línea de historiadores que también fueron monjes: Juan Malalas, cuya hronographia sirvió de modelo para los cronistas orientales; Jorge Sincelo, que escribió una «Cronografía seleccionada»; su amigo y discípulo Teófanes (m. 817), abad del «Gran Campo» cerca de Cícico, autor de otra Chronographia; el patriarca Nicéforo, que escribió (815 - 829) un Breviarium histórico (una historia bizantina) y una «Cronografía abreviada»; Jorge el Monje, cuya Crónica se detiene en el 842 d. C.
Hubo, además, un gran número de monjes, hagiógrafos, himnólogos y poetas que tuvieron un gran rol en el desarrollo de la liturgia griega. Entre los autores de himnos se pueden mencionar: San Máximo el Confesor ; San Teodoro el Estudita; San Romano el Méloda ; San Andrés de Creta; San Juan Damasceno ; Cosmas de Jerusalén y San José Himnógrafo.
La caligrafía fina y la copia de manuscritos eran motivo de honor entre los bizantinos. Entre los monasterios que sobresalieron en el arte de la copia estaban el Studion, el Monte Athos, el monasterio de la Isla de Patmos y el de Rossano en Sicilia; la tradición fue mantenida más tarde por el monasterio de Grottaferrata cerca de Roma. Tales monasterios, y otros, eran estudios de arte religioso en los que los monjes trabajaban haciendo miniaturas, manuscritos, pinturas y trabajos de orfebrería. El triunfo de la ortodoxia sobre la herejía iconoclasta infundió un extraordinario entusiasmo en esta rama de sus labores.

### Monacato bizantino en Ucrania

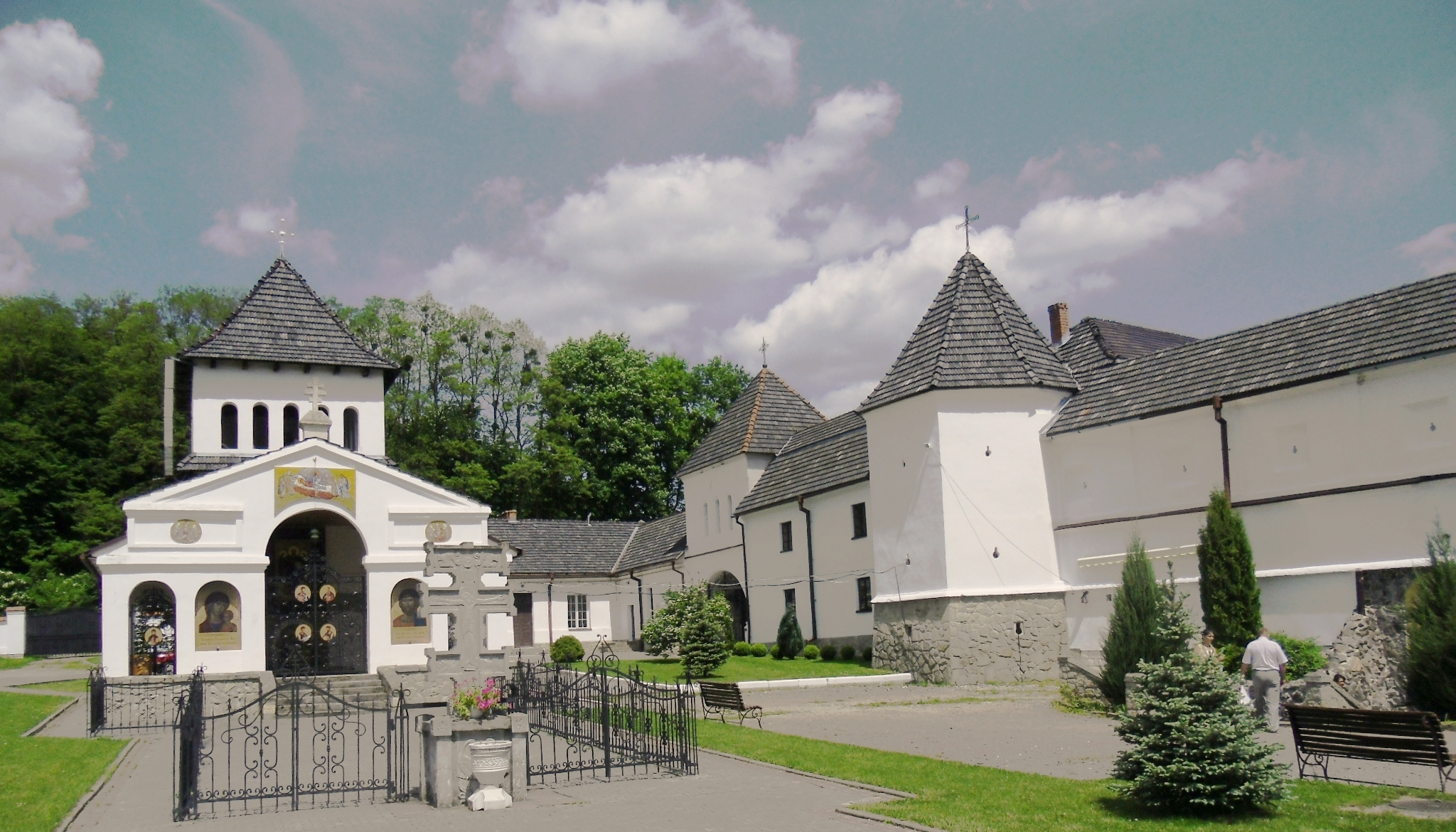
Univ Santa Dormición Lavra, cerca de Peremyshlyany

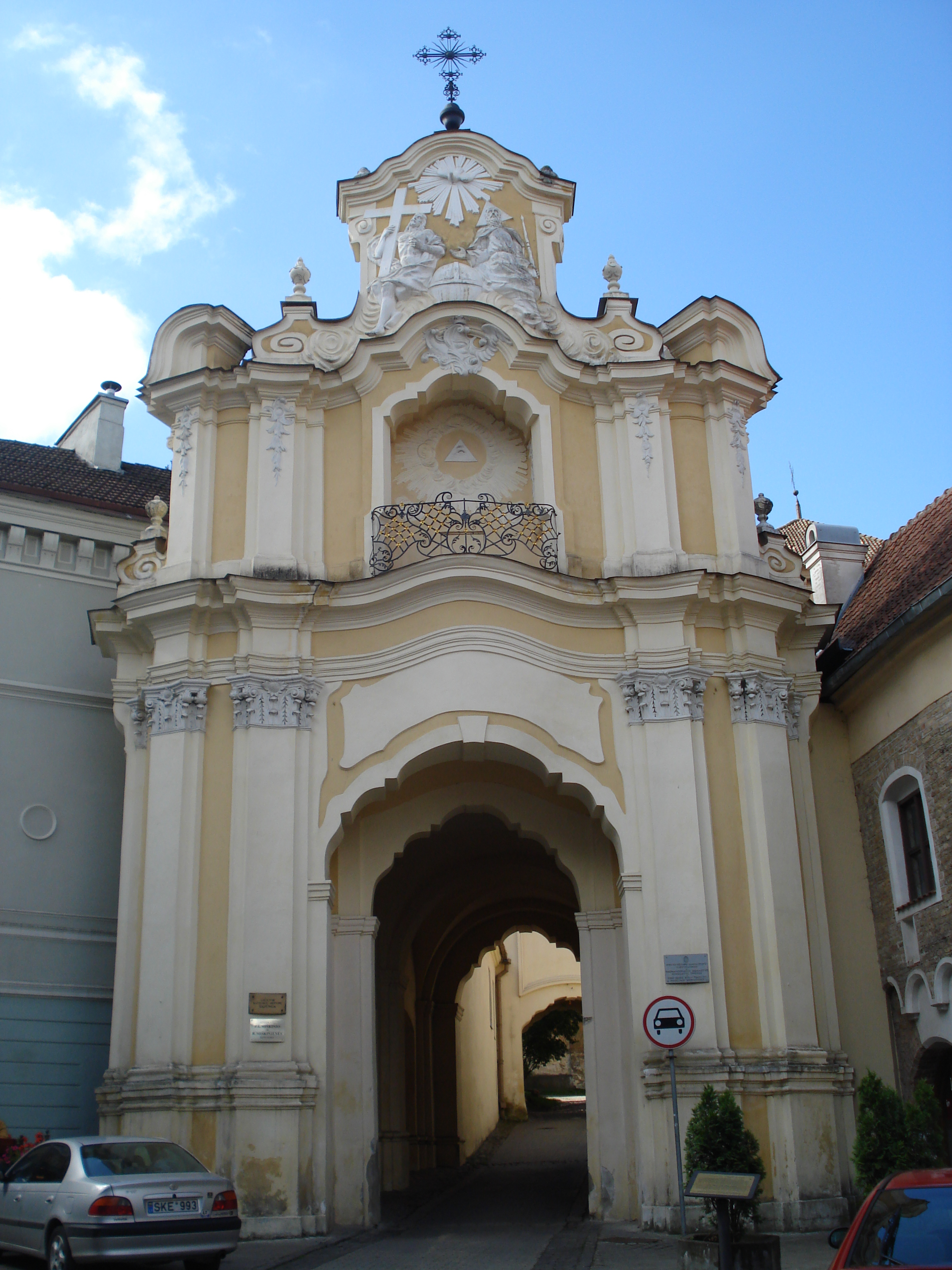
Monasterio de la Santísima Trinidad de Vilna en Vilnius

Tras la Unión de Brest y las particiones de Polonia, la Iglesia rutena fue catolizada y posteriormente disuelta a manos de las autoridades rusas. Todas sus propiedades, incluyendo templos y monasterios, fueron transferidas a la Iglesia ortodoxa rusa. Las eparquías restantes de la Iglesia rutena que eran mantenidas por el Imperio austríaco fueron reorganizadas en la Iglesia greco-católica ucraniana.
Una vez que la Unión de Brest, que catolicizó a la Iglesia rutena, Jazep Rutsky estableció una orden religiosa de basilianos. En el siglo XX, Andréi Sheptitskyi revivió otras órdenes religiosas de estuditas. Ambas órdenes siguen el monacato de rito bizantino.

### Monasterios eslavos

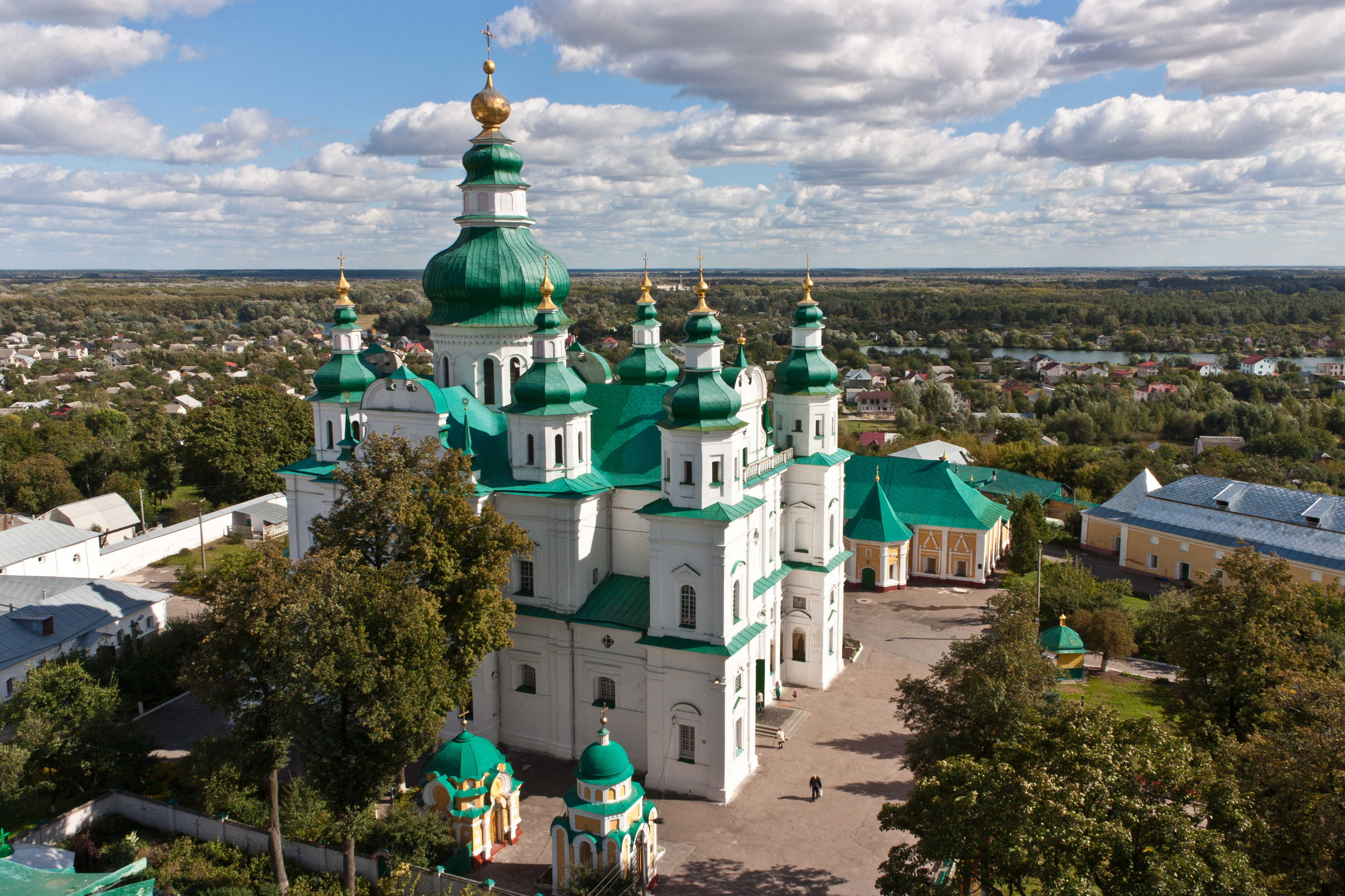
El Monasterio de la Trinidad en Chernígov, Ucrania, fue fundado en el.

#### Serbia
- San Sava de Serbia 1169 - 1236

#### Rusia
San Antonio de Kiev, San Teodosio de Kiev, San Sergio de Rádonezh, San Serafín de Sarov y San Ambrosio de Optina se encuentran entre los monjes más venerados de Rusia.

## Algunos monasterios cristianos ortodoxos en los Estados Unidos
Para diciembre de 2015 había 79 monasterios cristianos ortodoxos en los Estados Unidos de América, 40 comunidades monásticas para hombres y 39 para mujeres, con 573 monásticos (monjes, monjas y novicias), 308 hombres y 265 mujeres.
De estos 79 monasterios, tres son:
- Monasterio de la Santísima Trinidad (Jordanville, Nueva York)
- Monasterio ortodoxo serbio de San Paisio, Safford, Arizona
- Monasterio de San Herman de Alaska, Platina, California